# Mundial. Gra o wszystko
Mundial. Gra o wszystko – polski film dokumentalny z 2012 roku w reżyserii Michała Bielawskiego.

## Fabuła
Film przedstawia historię piłkarskiej reprezentacji Polski w latach 1980–1982, uwzględniając jej występy w eliminacjach mistrzostw świata 1982 oraz w samym turnieju w Hiszpanii. Pojawia się w nim wątek tzw. „afery na Okęciu” oraz odniesienia do stanu wojennego.
W 2013 roku film brał udział w konkursie na najlepszy film dokumentalny podczas Lubuskiego Lata Filmowego.
W 2014 roku filmy Mundial. Gra o wszystko i Miasto zatopionych bogów zostały uznane za najlepsze filmy dokumentalne na Zamojskim Festiwalu Filmowym „Spotkania z historią” i nagrodzone statuetką „Zamość. Perła Renesansu”.

## Obsada
- Zbigniew Boniek
- Dariusz Szpakowski
- Tomasz Wołek
- Antoni Piechniczek
- Jan Lityński
- Włodzimierz Zientarski
- Grzegorz Lato
- Stefan Majewski
- Stefan Szczepłek
- Wiktor Jerzy Mikusiński
- Pascal Rossi-Grzeskowiak
- Władysław Antoni Żmuda
- Jarosław Maciej Goliszewski
- Wojciech Borowik[5]